# Servicio 409 (Corredor Morado)
El servicio 409 es una línea del Corredor Morado, que conecta los distritos de San Juan de Lurigancho y San Isidro.

## Características
Inició operaciones el 28 de agosto de 2018. Es el único servicio del Corredor Morado, que circula por las avenidas Canto Grande y Las Flores. Por el sur llega hasta las inmediaciones de la estación Canaval y Moreyra del Metropolitano. Opera con una flota de autobuses de 12 metros.

### Horarios
| Días            | Horario                   |
| --------------- | ------------------------- |
| Lunes a domingo | 05:00 a. m. - 11:00 p. m. |

### Tarifas
Los medios de pago válidos son la tarjeta Lima Pass y la tarjeta del Metropolitano. Asimismo, se acepta dinero en efectivo. 
| Tipo    | Precio  |
| ------- | ------- |
| General | S/ 2.50 |
| Medio   | S/ 1.50 |

## Recorrido
| Ida Juan de Arona   | Avenida Fernando Wiese (esq. Calle Mar de Timor) — Avenida José Carlos Mariátegui — Avenida Canto Grande — Avenida Las Flores de Primavera — Avenida Lima — Avenida Próceres de la Independencia — Avenida 9 de Octubre — Jirón Julián Piñeiro — Puente Ricardo Palma — Avenida Abancay — Avenida Manco Cápac — Avenida México — Prolongación Iquitos — Paseo Parodi — Avenida Javier Prado — Avenida Paseo de la República (esq. Avenida Juan de Arona)                                                                          |
| Vuelta Canto Grande | Avenida Paseo de la República (esq. Avenida Juan de Arona) — Avenida Juan de Arona — Calle Las Begonias — Calle Deán Valdivia — Calle Francisco Masías — Calle Las Lilas — Prolongación Iquitos — Avenida México — Avenida Manco Cápac — Avenida Abancay — Puente Ricardo Palma — Jirón Julián Piñeiro — Avenida 9 de Octubre — Avenida Próceres de la Independencia — Avenida Lima — Avenida Las Flores de Primavera — Avenida Canto Grande — Avenida José Carlos Mariátegui — Avenida Fernando Wiese (esq. Calle Mar del Norte) |

## Paraderos
| N° | Paradero           | Común con   | Conexiones |
| -- | ------------------ | ----------- | ---------- |
| 1  | La Capilla         | 404 405 412 |            |
| 2  | Montenegro         | 404 405 412 |            |
| 3  | Motupe             | 404 405 412 |            |
| 4  | 8 de Mariscal      | 404 405 412 |            |
| 5  | Mariátegui         | 404 405 412 |            |
| 6  | La Cinco           | 404 405 412 |            |
| 7  | La Cuatro          | 404 405 412 |            |
| 8  | Lubricantes        |             |            |
| 9  | Farmacia Leo       |             |            |
| 10 | 14 de Mariátegui   |             |            |
| 11 | 16 de Canto Grande |             |            |
| 12 | 13 de Canto Grande |             |            |
| 13 | 12 de Canto Grande |             |            |
| 14 | 10 de Canto Grande |             |            |
| 15 | 8 de Canto Grande  |             |            |
| 16 | 5 de Canto Grande  |             |            |
| 17 | 2 de Canto Grande  |             |            |
| 18 | Comisaría          |             |            |
| 19 | 21 de Las Flores   |             |            |
| 20 | 19 de Las Flores   |             |            |
| 21 | 18 de Las Flores   |             |            |
| 22 | 17 de Las Flores   |             |            |
| 23 | 15 de Las Flores   |             |            |
| 24 | 12 de Las Flores   |             |            |
| 25 | 10 de Las Flores   |             |            |
| 26 | 7 de Las Flores    |             |            |
| 27 | 4 de Las Flores    |             |            |
| 28 | 2 de Las Flores    |             |            |
| 29 | 1 de Las Flores    |             |            |
| 30 | Curva              |             |            |
| 31 | Concejo            | 404 405     |            |
| 32 | Acho               | 404 405     |            |
| 33 | Áncash             | 404 405     |            |
| 34 | Ucayali            | 404 405     |            |
| 35 | Cuzco              | 404 405     |            |
| 36 | Nicolás de Piérola | 404 405     |            |
| 37 | Grau               | 404 405     |            |
| 38 | 28 de Julio        | 405         |            |
| 39 | Hipólito Unanue    | 405         |            |
| 40 | Isabel la Católica | 405         |            |
| 41 | México             | 405         |            |
| 42 | Pardo de Zela      | 405         |            |
| 43 | Tomás Guido        | 206 405     |            |
| 44 | Javier Prado       | 405         |            |
| 45 | Andrés Reyes       |             |            |
| 46 | Juan de Arona      |             |            |

| N° | Paradero             | Común con   | Conexiones |
| -- | -------------------- | ----------- | ---------- |
| 1  | Juan de Arona        |             |            |
| 2  | Javier Prado         |             |            |
| 3  | Prolongación Iquitos |             |            |
| 4  | Pardo de Zela        |             |            |
| 5  | Estación México      |             |            |
| 6  | México               | 405         |            |
| 7  | Isabel la Católica   | 405         |            |
| 8  | Hipólito Unanue      | 405         |            |
| 9  | Bausate y Meza       | 405         |            |
| 10 | Grau                 | 405         |            |
| 11 | Nicolás de Piérola   | 404 405     |            |
| 12 | Cuzco                | 404 405     |            |
| 13 | Ucayali              | 404 405     |            |
| 14 | Junín                | 404 405     |            |
| 15 | Acho                 | 404 405     |            |
| 16 | Mercado de Flores    | 404 405     |            |
| 17 | Concejo              | 404 405     |            |
| 18 | Lima                 | 405         |            |
| 19 | 1 de Las Flores      |             |            |
| 20 | 2 de Las Flores      |             |            |
| 21 | 4 de Las Flores      |             |            |
| 22 | 7 de Las Flores      |             |            |
| 23 | 9 de Las Flores      |             |            |
| 24 | 12 de Las Flores     |             |            |
| 25 | 15 de Las Flores     |             |            |
| 26 | 18 de Las Flores     |             |            |
| 27 | 19 de Las Flores     |             |            |
| 28 | 21 de Las Flores     |             |            |
| 29 | 22 de Las Flores     |             |            |
| 30 | 2 de Canto Grande    |             |            |
| 31 | 5 de Canto Grande    |             |            |
| 32 | 8 de Canto Grande    |             |            |
| 33 | 10 de Canto Grande   |             |            |
| 34 | 12 de Canto Grande   |             |            |
| 35 | 16 de Canto Grande   |             |            |
| 36 | 14 de Mariátegui     |             |            |
| 37 | Farmacia Leo         |             |            |
| 38 | Lubricantes          |             |            |
| 39 | La Cuatro            | 404 405 412 |            |
| 40 | La Cinco             | 404 405 412 |            |
| 41 | Mariátegui           | 404 405 412 |            |
| 42 | 8 de Mariscal        | 404 405 412 |            |
| 43 | Motupe               | 404 405 412 |            |
| 44 | Montenegro           | 404 405 412 |            |
| 45 | Portón               | 404 405 412 |            |